# مارسيل ارنست بيدو
مارسيل ارنست بيدو (بالفرنسية: Marcel-Ernest Bidault)‏ مواليد 11 مايو 1938 في فرنسا، هو دراج فرنسي. شارك في دورة الألعاب الأولمبية الصيفية.

## سجل النتائج

### سباقات أو مراحل فاز بها
- بطولة العالم لسباق الدراجات على الطريق

## روابط خارجية
- مارسيل ارنست بيدو على موقع أرشيف الدراجات (الإنجليزية)
- مارسيل ارنست بيدو على موقع أوليمبيديا (الإنجليزية)